# Angerona coreola
Angerona coreola là một loài bướm đêm trong họ Geometridae.